# Edward Askew Sothern
Edward Askew Sothern (1er avril 1826 - 21 janvier 1881) est un acteur anglais connu pour ses rôles comiques en Grande-Bretagne et aux États-Unis, en particulier le rôle de Lord Dundreary dans Our American Cousin (rôle créé par lui en 1858).

## Premières années
Fils d'un négociant, Edward Sothern est né à Liverpool. Il commence à étudier la médecine, bien que ses parents souhaitent qu'il devienne minister (« pasteur ») ; mais il décide de ne se lancer dans aucune de ces professions. 
Il travaille comme employé à la fin des années 1840, et épouse Frances Emily « Fanny » Stewart. En 1849, il apparait dans son premier engagement professionnel en tant qu'acteur à Saint-Hélier, à Jersey, dans le rôle de Claude Melnotte, dans la pièce intitulée  Lady of Lyons, d'Edward Bulwer-Lytton (1st Baron Lytton). Au début des années 1850, il joue dans diverses compagnies théâtrales anglaises, à Portsmouth, Wolverhampton et Birmingham, sans rencontrer de succès particulier.
Sothern voyage vers l'Amérique en 1852, jouant tout d'abord le Dr Pangloss dans The Heir-at-Law, à Boston, avec ls compagnie théâtrale de John Lacy, au National Theatre. Il joue alors à l'Howard Athenaeum à Boston, et au Barnum's American Museum à New-York. En 1854, il rejoint la troupe du Wallack's Theatre.
Au début de sa carrière, sa femme joue souvent sur scène avec lui. En 1856, il commence à utiliser son propre nom, Sothern, sur scène. En 1856, il commence à travailler avec la compagnie théâtrale Laura Keene, à New-York,.
Il retient finalement l'attention au Wallack's Theatre à New-York, en jouant le rôle d'Armand dans Camille. Le critique de théâtre Clement Scott note que, si Sothern « est aussi beau garçon que n'importe autre acteur, il n'est pas par nature un acteur fait pour les rôles romanesques ».

## Our American Cousin
Du fait de son succès dans Camille, Sothern se voit confier un rôle dans Our American Cousin de Tom Taylor, au Laura Keen's Theatre. Cette pièce devait plus tard devenir fameuse, car c'est au cours d'une représentation de Our American Cousinqu'Abraham Lincoln fut assassiné. Le rôle joué par Sothern est celui de Lord Dundreary, une caricature de noble anglais écervelé. Sothern a tout d'abord quelques réticences à accepter le rôle : c'est en effet un rôle tout petit et assez secondaire, qu'il pense indigne de lui-même, et donc potentiellement dangereux pour la suite de sa carrière,.   
Il fait part de ses craintes à son ami, Joseph Jefferson, qui doit tenir dans la pièce le rôle-phare d'Asa Trenchard. Jefferson lui aurait alors répliqué la phrase désormais célèbre : « il n'y a pas de petits rôles, il 'y a que de petits acteurs ».
Le 15 octobre 158, la première de Our American Cousin a lieu à New-York. Après quelques semaines plutôt mornes dans son petit rôle, Sothern commence à jouer le rôle comme celui d'un dandy faible d'esprit, zozotant, et excentrique, aimant à citer les dictons incongrus chers à  son frère Sam. Ses improvisations font sensation, attirant l'attention sur lui, et générant beaucoup d'imitations et de joyeuses moqueries des deux côtés de l'Atlantique. Ses favoris démesurés et tombants deviennent connus sous le nom de dundrearys. Sothern développe peu à peu le rôle, ajoutant des répliques et des gags, jusqu'à ce qu'il devienne le personnage central de la pièce.

## Une blague restée légendaire
La passion de Sothern pour les blagues confine à la manie. Lorsque le mari de l'actrice Adelaide Neilson, Philip Henry Lee, s'en vient visiter New York, dans les années autour de 1850, on l'avait averti du comportement parfois incontrôlable des écrivains américains, mais il s'était dit que ça n'était qu'une plaisanterie. Sothern lui assure alors que ce n'est pas le cas, et organise en son honneur une petite réception où sont présents douze « écrivains et critiques », en réalité des acteurs. Pendant le dîner, une altercation s'élève, lorsque quelqu'un demande qu'on lui passe la moutarde ; une bagarre éclate, les convives sortent, qui un couteau, qui un revolver. La pièce est pleine de cris, de coups de feu, au milieu d'une confusion générale. 
Quelqu'un glisse alors un couteau dans la main de Philip Lee, en lui disant : « Défendez vous ! C'est une boucherie ! Une véritable boucherie ! ». Sothern se penche à ce moment vers lui, en lui disant : « Gardez votre sang-froid, et évitez de prendre une balle ». 
Cette soirée mouvementée se termine, avec Philip Lee blotti derrière une porte, lorsque la police — la vraie police — arrive, attirée par tout ce tapage.